# Gela

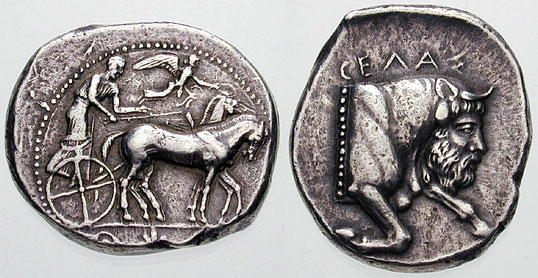
Zilveren tetradrachme van Gela uit ca. 420 v.Chr.

Gela is een stad in de provincie Caltanissetta in het zuiden van Sicilië, Italië. De stad ligt op ongeveer 84 kilometer afstand van de stad Caltanissetta, aan tot de Middellandse Zee behorende Golf van Gela. In 2005 had Gela 74.960 inwoners. De stad is vanuit andere steden, zoals Syracuse en Caltanissetta, per trein te bereiken.

## Beknopte geschiedenis
Rond 688 v.Chr. is Gela gesticht door kolonisten uit Rhodos en Kreta, 45 jaar na de stichting van de stad Syracuse. De stad werd naar de rivier de  Gela vernoemd. Grieken hadden veel koloniën in het zuiden van het huidige Italië, en eeuwenlang is de Griekse invloed hier groot geweest. Aischylos stierf in 456 v.Chr. in deze stad. Vanuit Gela werden ook andere delen van het eiland gehelleniseerd. Rond de stad is veel archeologisch onderzoek gedaan, en in het Archeologisch museum zijn vondsten uit de vroegere tijd te bezichtigen, waaronder zeer veel vazen. Zowel archeologie als schrijvers uit de klassieke tijd vormen goede bronnen van informatie over de vroegere geschiedenis van de stad en omgeving.
In 405 v.Chr. werd de stad door Carthago geplunderd.
De latere stad werd in 1233 door keizer Frederik II gesticht onder de naam Terranova di Sicilia, waaronder de stad tot 1928 bekend bleef.
Op 10 juli 1943 startte Operatie Husky, de geallieerde landing op Sicilië. De Amerikaanse troepen kwamen op de zuidkust van het eiland aan land. Gela lag in het midden van de invasiestranden; links en rechts van de stad zette het Amerikaanse leger voet aan land. Op 10 en 11 juli werd in en om Gela zwaar gevochten, maar de strijd werd spoedig daarna in het voordeel van de Geallieerden beslist. Gela was een belangrijke haven voor de aanvoer van manschappen en materieel in de beginfase van de strijd om Sicilië. Na de val van de havenstad Palermo op 22 juli 1943 nam het belang van Gela als militaire haven af.

## Economie
Gela is een belangrijke industrie- en havenstad. De belangrijkste industrie in de stad is de aardolieraffinaderij van energiebedrijf Eni. De raffinaderij heeft een capaciteit van ongeveer 100.000 vaten aardolie per dag. De olie is vooral afkomstig van olievelden op Sicilië en voor de zuidkust van het eiland. Het is een hoogwaardige raffinaderij, die vooral grondstoffen voor de nabijgelegen petrochemische industrie levert. In oktober 2004 werd de Greenstreampijpleiding voor het transport van aardgas geopend. In Gela staat het ontvangststation van het gas, dat vanuit Libië wordt geëxporteerd. Vanuit Gela wordt dit gas verder naar bestemmingen in Italië getransporteerd.

## Bezienswaardigheden in en rondom Gela
- Akropolis
- Archeologisch museum
- Archeologische site Capo Soprano
- Griekse tempels

## Geboren
- Gelon, (± 540 – 478 v.Chr.), was koning van Gela, en later van Syracuse op Sicilië.
- Aeschylus of Aischylos (Oudgrieks: Αἰσχύλος; Latijn: Aeschylus; Eleusis, ca. 525 v.Chr. – Gela, 456 v.Chr.) was de oudste van de drie belangrijkste Griekse tragediedichters.
- Archestratos ( Ἀρχέστρατος, Archestratos) was een dichter uit de oude Griekse stad van Gela.
- Polizalus (gr. Πολύζηλος, lat. Polyzelus), koning van de oude Griekse stad sinds 478 v.Chr. tot v.Chr. 473.
- Roberto Boscaglia (1968), voetballer en voetbalcoach